# Sphagnum tabuleirense
Sphagnum tabuleirense är en bladmossart som beskrevs av Koji Yano och H. Crum 1992. Sphagnum tabuleirense ingår i släktet vitmossor, och familjen Sphagnaceae. Inga underarter finns listade i Catalogue of Life.